# Aglomeração Urbana de Franca
A Aglomeração Urbana de Franca (AUF) ou Grande Franca é a segunda aglomeração urbana do estado de São Paulo fora da macrometrópole, formada por 19 municípios. O projeto de lei complementar que instituiu a aglomeração urbana foi aprovado pela Assembleia Legislativa de São Paulo em 26 de Abril de 2018, sendo oficialmente sancionado pelo governador Marcio França em 22 de Maio de 2018, sendo publicado no Diário Oficial 23 de Maio de 2018.
A AUF conta com 8 404,080 km² (3,38% do Estado e 0,09% do país), em relação à população, a aglomeração urbana tem cerca de 667.416 habitantes (1,45% do Estado e 0,31% do país) e seu Produto Interno Bruto (PIB) estimado no ano base de 2016 é de R$ 22.204.616 bilhões (1,08% do PIB do Estado e 0,35% do PIB brasileiro).

## Sobre o Aglomerado Urbano de Franca
A Aglomeração Urbana de Franca (AUF) foi institucionalizada em 22 de maio de 2018 pela Lei Complementar Estadual nº 1.323. É composta por 19 municípios, sendo a 26° maior do Brasil por número de cidades. A AUF abriga a cidade-polo de Franca, considerada capital do calçado, que é a maior produtora de calçados do Brasil e da América do Sul. Situada no extremo nordeste do Estado, na divisa com o Estado de Minas Gerais, possui ligações viárias radiais com centralidade em Franca e ligação em eixo ao longo da Anhanguera. As boas condições das rodovias que servem a região facilitam o transporte de cargas. 

## Economia
A economia da AUF está apoiada nas indústrias calçadista, de alimentos e de bebidas, além das agroindústrias de açúcar e álcool e de processamento de soja, que, na Aglomeração Urbana de Franca, estão concentradas no município de São Joaquim da Barra. O município de Franca está entre os maiores produtores de café do Estado. 

## Universidades e Pesquisas
Na área de pesquisa a região (AUF) conta com uma filial do Instituto de Pesquisas Tecnológicas (IPT) com um laboratório de calçados e produtos químicos e de proteção situado no Distrito Industrial de Franca. 
Também é um polo universitário abrigando diversas universidades contando com duas faculdades de medicina e trazendo pessoas de toda região, algumas delas:
Universidade Estadual Paulista (UNESP)
Universidade Franca (UNIFRAN)
Centro Universitário Municipal de Franca (Uni-FACEF), 
Faculdade de Direito de Franca (FDF)
Faculdade Anhanguera
Faculdade de Ciências Empresariais de São Joaquim Da Barra (FACESB)
Faculdade de São Joaquim Da Barra (FAJOB)
Faculdade  Dr. Francisco Maeda (FAFRAM Ituverava)
Faculdade de Filosofia, Ciências e Letras (FFCL)
Entre outras diversas polos de instituições de ensina e pesquisa presencial e a distancia. O Município de Franca é pioneiro no país em pesquisa e desenvolvimento do biogás fazendo a conversão do esgoto em combustível, investimento gerenciado pela Sabesp. O biometano produzido pelo tratamento de esgoto nas instalações da Sabesp abastece 200 veículos da companhia.

## Municípios
| Município              | Área     | População (IBGE/2021) |
| ---------------------- | -------- | --------------------- |
| Aramina                | 202,83   | 5.689                 |
| Buritizal              | 266,42   | 4.547                 |
| Cristais Paulista      | 385,23   | 8.803                 |
| Franca                 | 605,68   | 358.539               |
| Guaíra                 | 1258,46  | 41.283                |
| Guará                  | 362,18   | 21.394                |
| Igarapava              | 468,24   | 30.791                |
| Ipuã                   | 466,46   | 16.794                |
| Itirapuã               | 161,12   | 6.587                 |
| Ituverava              | 704,66   | 42.259                |
| Jeriquara              | 141,97   | 3.143                 |
| Miguelópolis           | 820,80   | 22.480                |
| Patrocínio Paulista    | 602,85   | 14.941                |
| Pedregulho             | 712,60   | 16.876                |
| Restinga               | 245,75   | 7.762                 |
| Ribeirão Corrente      | 148,33   | 4.786                 |
| Rifaina                | 162,51   | 3.651                 |
| São Joaquim da Barra   | 410,86   | 52.737                |
| São José da Bela Vista | 276,95   | 8.991                 |
| Total                  | 8.403,92 | 672.053               |

### Distritos
| Municípios | Distritos                    |
| ---------- | ---------------------------- |
| Guará      | Pioneiros                    |
| Ipuã       | Capelinha                    |
| Ituverava  | Capivari da Mata             |
| Ituverava  | São Benedito da Cachoeirinha |
| Pedregulho | Alto Porã                    |
| Pedregulho | Igaçaba                      |